# Ella es tan cargosa
Ella es tan cargosa, é uma banda de rock da Argentina. O grupo foi formado no ano de 2000 em Castelar, no oeste da Grande Buenos Aires, Argentina. Seu nome é devido à canção dos Beatles, "I Want You (She's So Heavy)", traduzida como "Eu te amo (ela é tão poderosa") do álbum Abbey Road.
Após seis anos de experiência, eles gravaram seu primeiro CD, o homônimo Ella es tan cargosa, no Matadero Records Studios, no final de 2006, sob a produção do talentoso pianista Germán Wiedemer (ex-Ratones Paranoicos, Memphis la Blusera, Vicentico, hoje diretor musical da banda de Andrés Calamaro).
Este álbum é assinado pelo selo Pop Art e nos meses de seu primeiro corte "Ni siquiera entre tus brazos" se torna número 1 em todo o país. O mesmo acontece no final de 2007 com a música "Llueve", segundo corte.
Vencedor dos prêmios Gardel e MTV; Ella es tan cargosa que conseguiu posicionar várias de suas músicas nos primeiros lugares de todos os rankings de rádio do país. Músicas como "Ni siquiera entre tus brazos", "Llueve", "Autorretrato" o "Pretensiones"  levaram a banda a realizar mais de 500 shows em todo o território argentino.
Em 2014, e novamente sob a direção de Germán Wiedemer, embora com a co-produção do guitarrista Martín Pomares, eles lançaram seu quarto álbum de estúdio, "Polos", altamente comemorado pelos críticos de música. O primeiro corte, "En Redondel", se torna um sucesso e permanece um ano como uma das músicas mais difundidas na Argentina. Em março de 2015, a banda realiza o sonho de apoiar um Beatle: eles abrem o palco 1 no Movistar Free Music como suporte para Ringo Starr. Seu segundo corte, "La Banda de sonido de tu vida" se torna a cortina do programa "Línea de tiempo" conduzido por Matías Martín na televisão pública. Em outubro de 2015, eles realizaram um concerto de 15 anos para 1.500 pessoas no Teatro Gran Ituzaingó, em sua cidade de origem.